# Saint-Amant-de-Boixe
 Saint-Amant-de-Boixe  là một xã ở tỉnh Charente phía tây nước Pháp. Xã này có diện tích 22,39 kilômét vuông, dân số năm 1999 là 1385 người. Khu vực này có độ cao 109 mét trên mực nước biển.